# Заразиха бледноцветковая
Зарази́ха бледноцветко́вая (лат. Orobanche reticulata subsp. reticulata) — подвид двудольных растений рода Заразиха (Orobanche) семейства Заразиховые (Orobanchaceae). Впервые описан ботаниками Фридрихом Виммером и Генрихом Эмануэлем Грабовским. Название приведено по устаревшему синониму лат. Orobanche pallidiflora, переводом актуального именования является Заразиха сетчатая подвид сетчатая, который в авторитетных источниках пока не встречается (в базе данных гербария МГУ указан как Заразиха сетчатая бледноцветковая).

## Ботаническое описание
Многолетнее монокарпическое травянистое растение, паразит на чертополохе и бодяке, реже — на других сложноцветных. Высота — 20—70(100) см. Всё растение окрашено в желтовато-коричневый цвет.
Стебель утолщённый у основания.
Соцветие цилиндрической формы, достаточно плотное. Цветки размером 2—2,5 см, венчик бледно-жёлтого, бледно-коричневого либо желтоватого цвета, иногда с сиреневатым оттенком.
Плод — удлинённая коробочка.
Цветёт в июле и августе.

## Распространение и экология
Известна из Средней Европы, из Восточной Сибири, с Кавказа.

## Охранный статус
Занесена в Красные книги Восточной Фенноскандии, Белоруссии, Латвии, Эстонии, Львовской области Украины, а также в Красные книги ряда регионов России (Ленинградской, Московской, Псковской областей, республик Мордовия и Удмуртия, и города Санкт-Петербург).

## Классификация
В некоторых более ранних классификациях заразиха бледноцветковая нередко объединяется с видом Заразиха сетчатая (Orobanche reticulata Wallr., 1825) в статусе вида. Заразиха сетчатая — высокогорный вид, обычно не превышающий 20 см в высоту. Цветки менее многочисленные, собраны только в верхней части побега, окрашены в довольно яркие фиолетово-сиреневые тона. Паразитирует на иных видах сложноцветных — бодяке клейком, колючнике бесстебельном, чертополохе отцветшем, а также на видах ворсянковых — скабиозе блестящей, короставниках ворсянколистном и лесном.

### Таксономическое положение
- Orobanche reticulata subsp. reticulata

Таксон Заразиха сетчатая подвид сетчатая относится к виду Заразиха сетчатая (Orobanche reticulata) рода Заразиха (Orobanche) семейства Заразиховые (Orobanchaceae) порядка Ясноткоцветные (Lamiales) последовательно входящего в более крупные клады Ламииды → Астериды → Суперастериды → Эвдикоты → Цветковые растения. Таксономическая схема в соответствии с Системой APG IV по состоянию на декабрь 2023 года:
|  |                          |  |                                   |                                   |                       |  | еще 23 семейства | еще 23 семейства |                       |  |  |  | еще 203 подтвержденных вида и 51 таксон в статусе "неподтвержденных" | еще 203 подтвержденных вида и 51 таксон в статусе "неподтвержденных" |  |  |
|  |                          |  |                                   |                                   |                       |  | еще 23 семейства | еще 23 семейства |                       |  |  |  | еще 203 подтвержденных вида и 51 таксон в статусе "неподтвержденных" | еще 203 подтвержденных вида и 51 таксон в статусе "неподтвержденных" |  |  |
|  |                          |  |                                   | порядок Ясноткоцветные            |                       |  |                  |                  | род Заразиха          |  |  |  |                                                                      | Заразиха сетчатая подвид сетчатая                                    |  |  |
|  |                          |  |                                   | порядок Ясноткоцветные            |                       |  |                  |                  | род Заразиха          |  |  |  |                                                                      | Заразиха сетчатая подвид сетчатая                                    |  |  |
|  | клада Цветковые растения |  |                                   |                                   | семейство Заразиховые |  |                  |                  | вид Заразиха сетчатая |  |  |  |                                                                      |                                                                      |  |  |
|  | клада Цветковые растения |  |                                   |                                   |                       |  |                  |                  |                       |  |  |  |                                                                      |                                                                      |  |  |
|  |                          |  | ещё 63 порядка цветковых растений | ещё 63 порядка цветковых растений |                       |  |                  | еще 98 родов     | еще 98 родов          |  |  |  | еще 1 подвид                                                         |                                                                      |  |  |
|  |                          |  |                                   | ещё 63 порядка цветковых растений |                       |  |                  |                  | еще 98 родов          |  |  |  |                                                                      |                                                                      |  |  |